# St. Wendel zum Stein

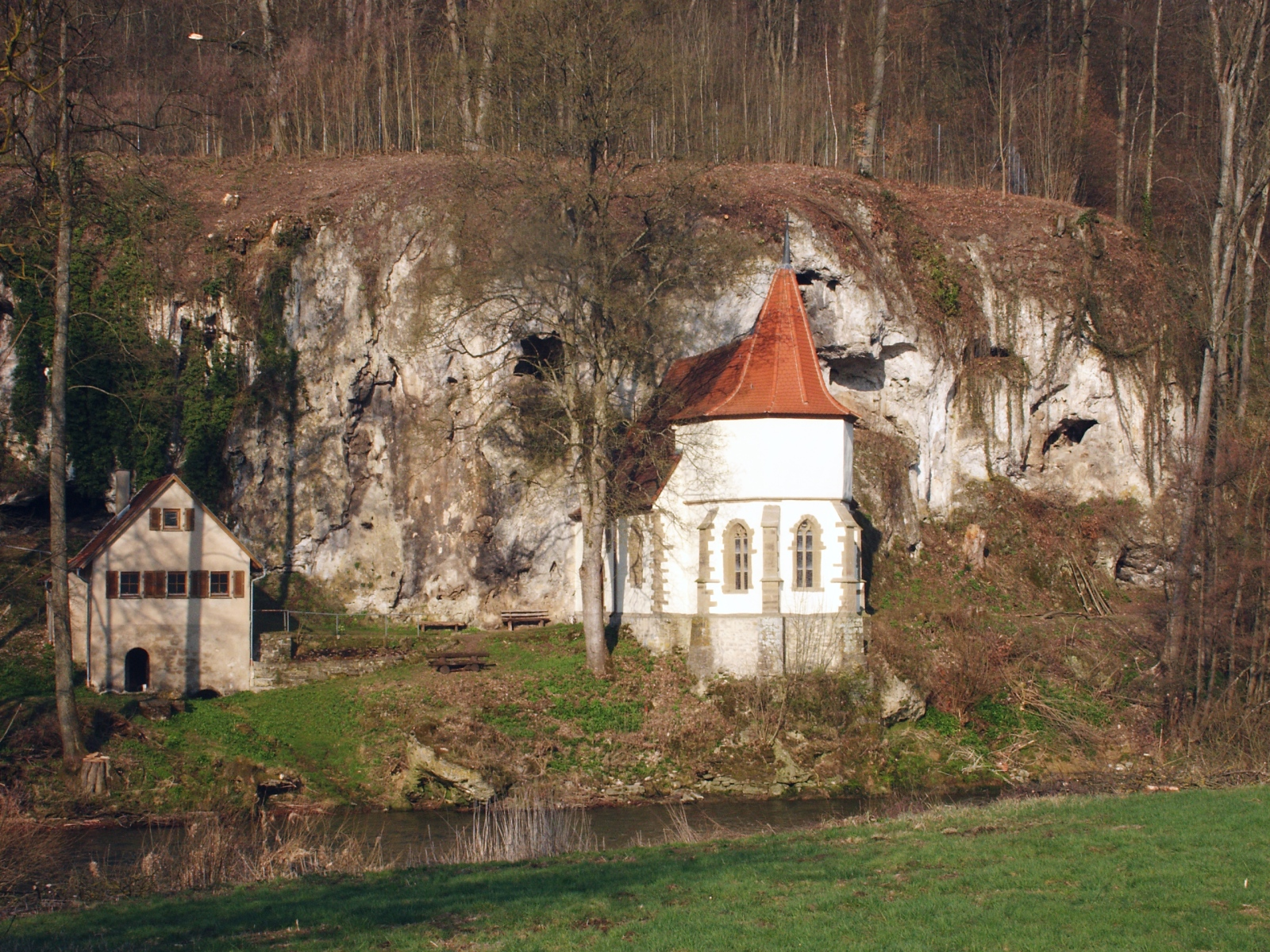
St. Wendel zum Stein

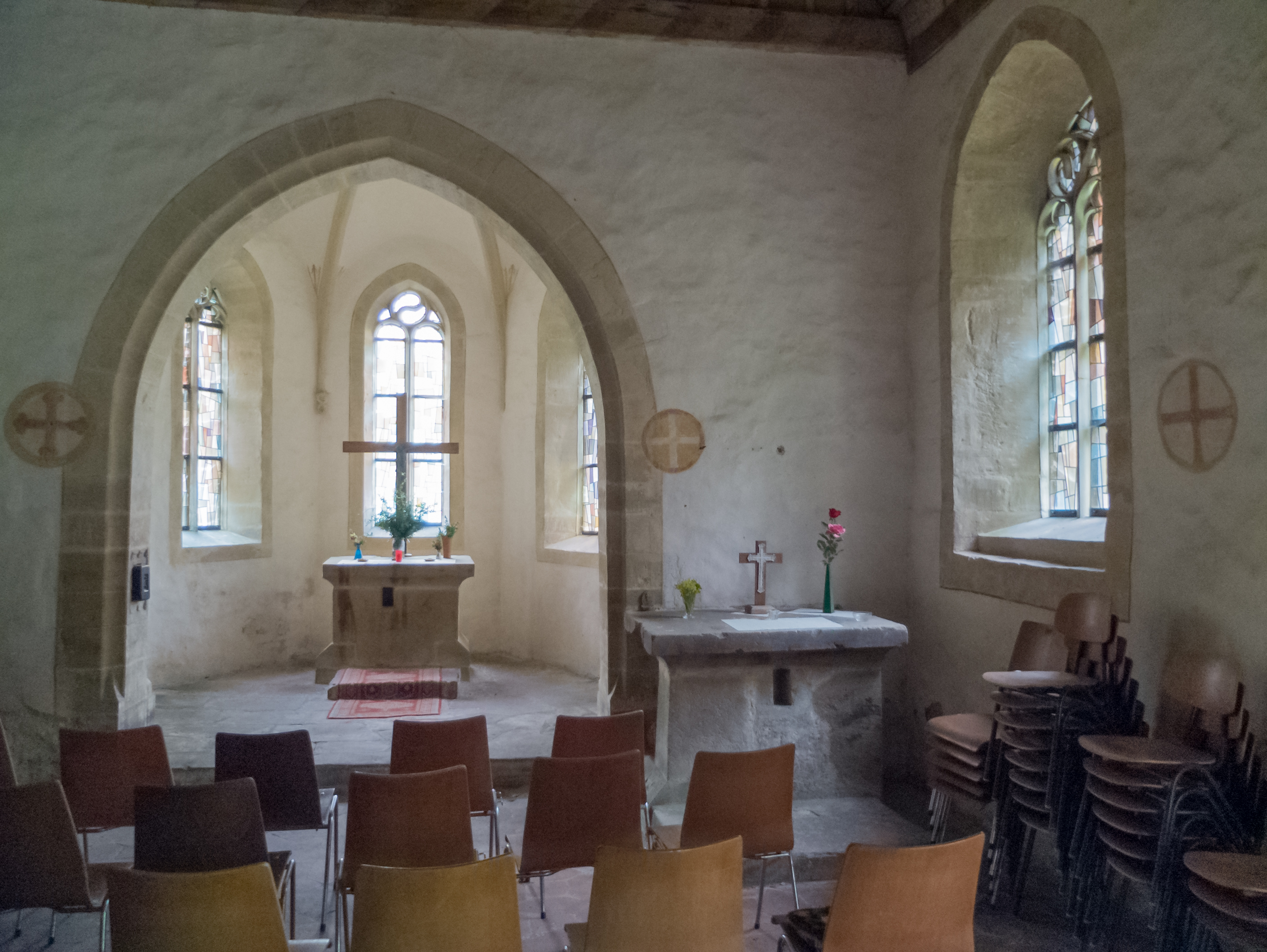
Blick zum Chor der Kapelle

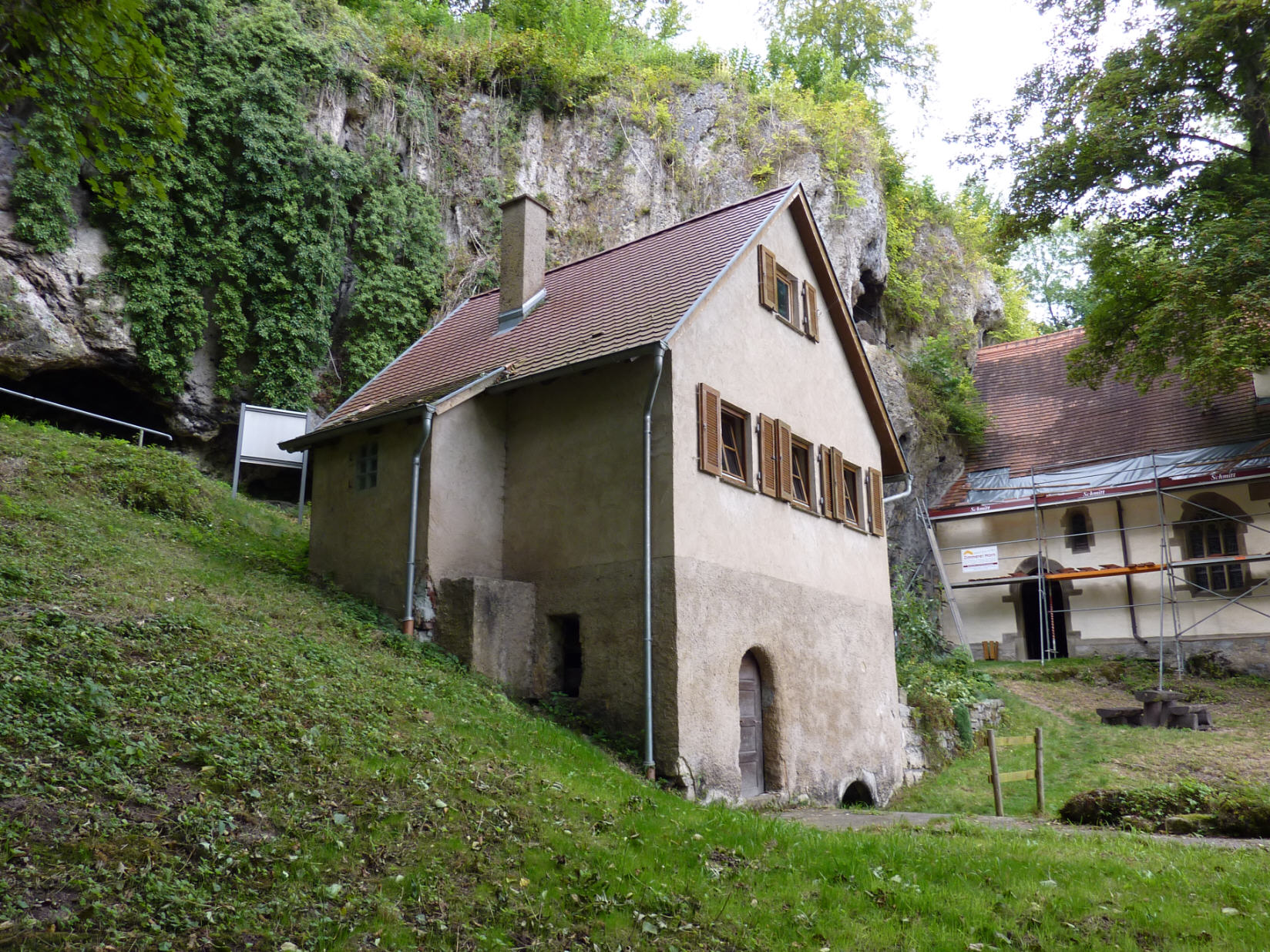
Mesnerhaus und Felswand

St. Wendel zum Stein ist eine kleine Kapelle an der Jagst nahe Dörzbach im Hohenlohekreis. Sie befindet sich im gleichnamigen Naturschutzgebiet.

## Lage
Links der Jagst lagert eine Kalksinterterrasse mit einer zehn Meter hohen Felswand. Diese Terrasse entstand durch Kalkausscheidungen mehrerer an der Grenzlinie zwischen unterem und mittlerem Muschelkalk liegender Quellen und wird auf ein Alter von rund 5000 Jahren geschätzt. Die Stelle ist das größte Kalksintervorkommen im Hohenlohekreis. Am Felsen wurde im Mittelalter Baumaterial für Häuser in Dörzbach und Krautheim abgebaut. Dabei legte man Höhlen frei, die in der Eisenzeit bewohnt waren, was auf die Hallstatt- und La-Tène-Zeit datierte Funde bewiesen.

## Kapelle
Zwischen 1511 und 1515 wurde als Gelübdeerfüllung im Auftrag Ursulas von Berlichingen eine dem Schutzheiligen der Hirten, St. Wendelin, geweihte Wallfahrtskapelle im spätgotischen Stil an die Felswand gebaut. Sie wurde an der Stelle einer romanischen Vorgängerkapelle errichtet und ist die dritte Kapelle an diesem Ort. Zur Kapelle gehört ein gleich altes Mesnerhaus, unter dem eine als Kindlesbrunnen bezeichnete Quelle entspringt. Bereits im Jahr 1478 wurde die Steinkappel in einer Besitzurkunde der Herren von Bachenstein erwähnt. Die erste Kapelle dürfte bereits im 6. Jahrhundert in einer Tuffsteingrotte oberhalb der heutigen Kapelle in den mächtigen Kapellenfelsen hineingebaut worden sein. Spuren davon sind deutlich zu sehen. Der Sage nach hat ein Schäfer an diesem Platz einen Schatz gefunden und aus Dankbarkeit Gott gegenüber dort eine Kapelle gebaut. Neuzeitliche Funde lassen die Sage plausibel erscheinen. In vorchristlicher Zeit befand sich dort ein keltisches Quellenheiligtum mit Quelle, Baum und Felsen. Zur Entstehungszeit der ersten Kapelle war es durch einen Erlass Papst Gregors des Großen nicht ungewöhnlich, dass heidnische Kultstätten in christliche Andachtsstätten umgewidmet wurden.
Seit 1997 kümmert sich der Förderverein Sankt-Wendel-Kapelle Dörzbach um Pflege und Erhalt der Kapelle. Das Mesnerhaus wurde renoviert, das Turmdach der Kapelle erneuert, die Kapellenfenster wurden restauriert.
In der Kapelle werden seit jüngerer Zeit vermehrt Gottesdienste und Andachten gefeiert.
Im Sommer 2006 wurden im mittleren Jagsttal die „Pfade der Stille“ eingeweiht. Die St.-Wendel-Kapelle ist in den Dörzbacher Streckenabschnitt integriert. Sie und der Kocher-Jagst-Radweg, der unmittelbar oberhalb der Kapelle über den Maifestplatz führt, bringen seitdem wieder zahlreiche Besucher.

## Höhlen

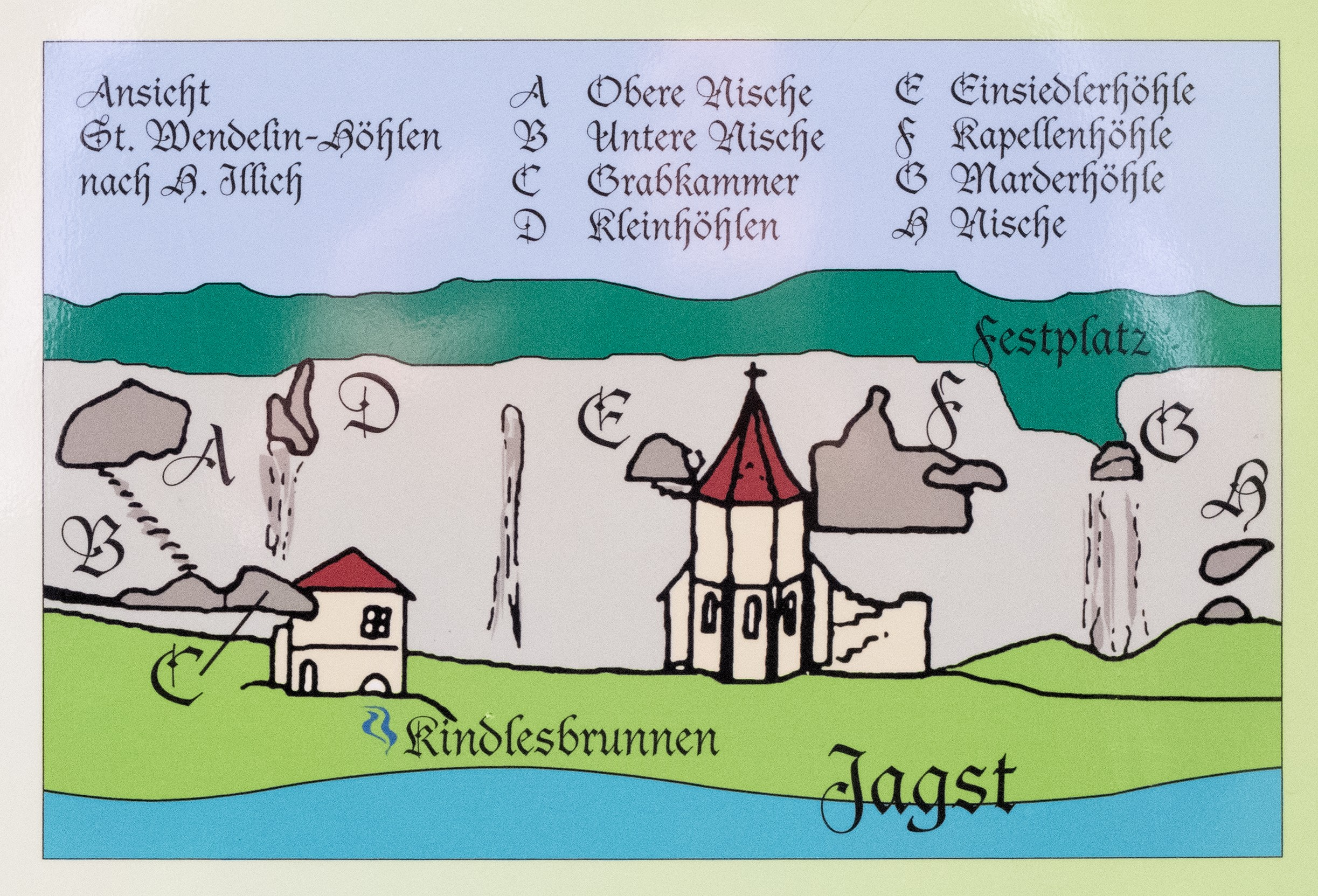
Detailaufnahme vom Infoschild der Pfade der Stille zu den Höhlen

Im Jahr 1936 wurde in dem Tuffsteinfelsen rechts von der Kapellengrotte die Marderhöhle entdeckt. In ihr fand man mehrere menschliche Skelette, dazu zahlreiche Grabbeigaben wie Schmuck, Werkzeuge und Keramik, eine keltische Silbermünze und Bernsteinperlen. Die Funde wurden in die späte Hallstatt- und die darauffolgende frühe La-Tène-Zeit (etwa 500 v. Chr.) datiert.

## Naturschutzgebiet
Die Felswand, das Jagstufer darunter und der Klebwald oberhalb wurden 1979 mit einer Gesamtfläche von 12,1 Hektar (Schutzgebietsnummer 1082) unter Naturschutz gestellt. Dadurch sollen seltene Pflanzen wie z. B. die Hirschzunge geschützt sowie der Kalkfelsen mit seinen mittelalterlichen und prähistorischen Zeugnissen aufgrund seiner landeskundlichen und kulturellen Bedeutung erhalten werden. 

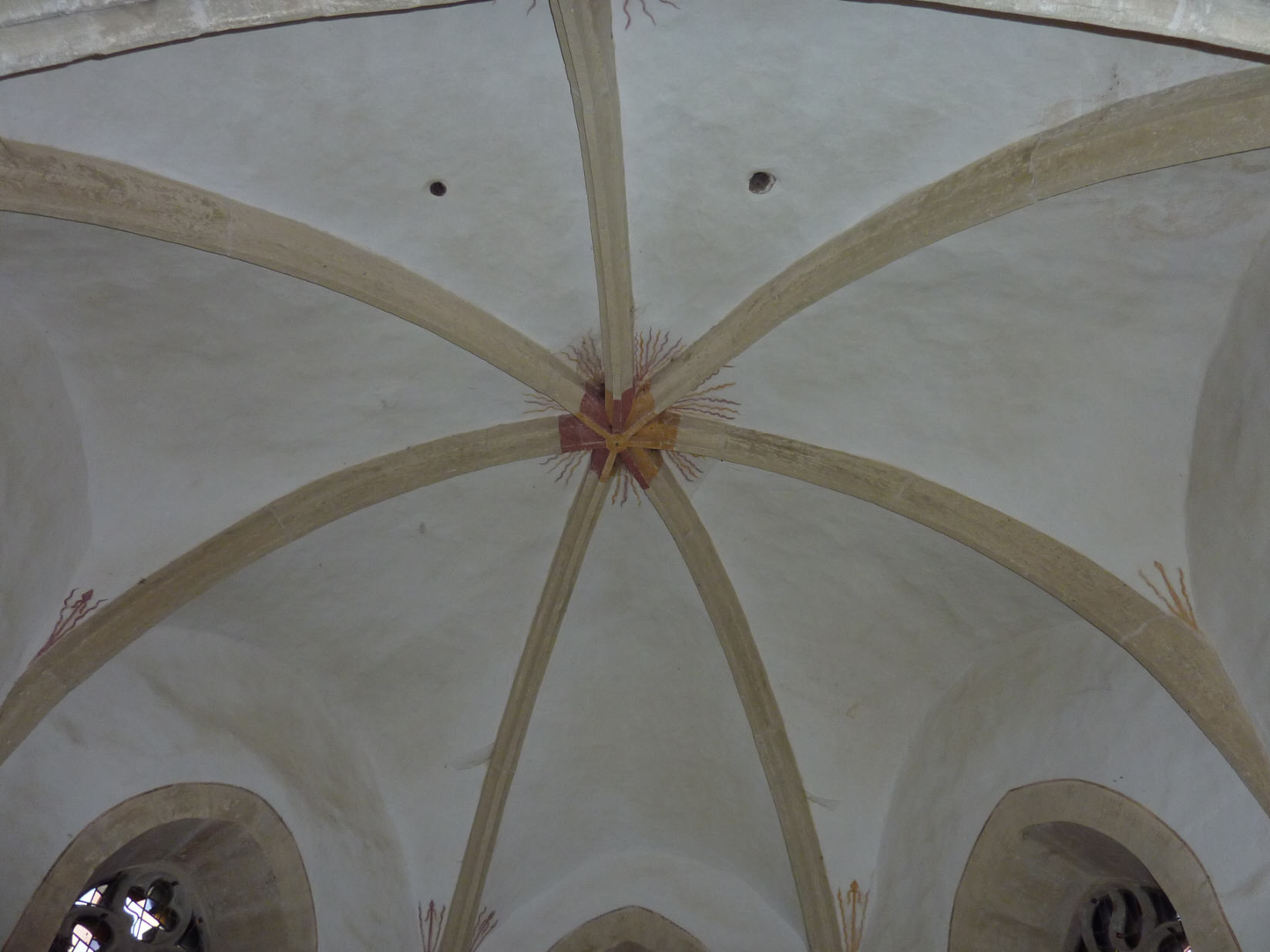
Chorgewölbe
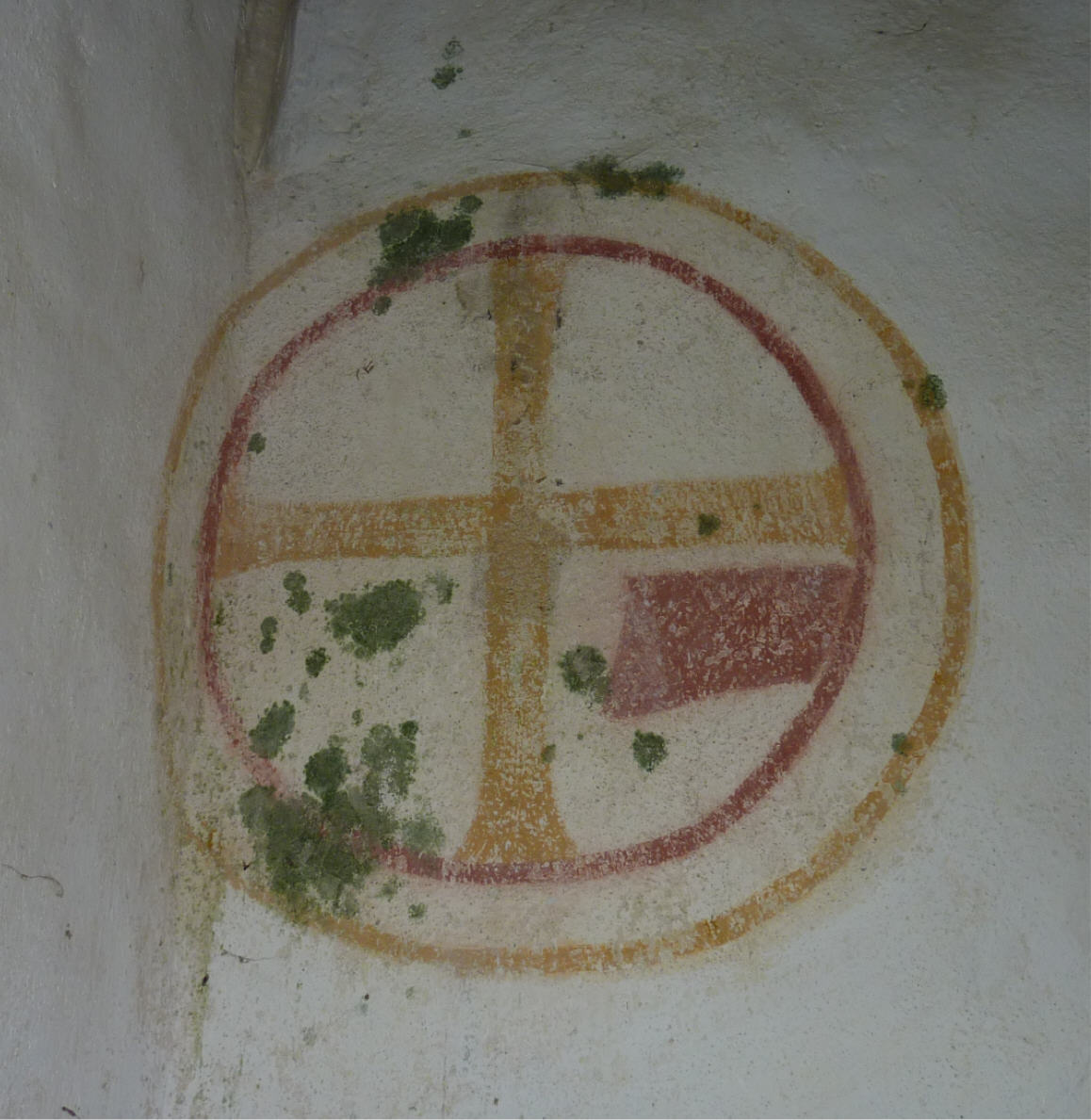
Wandmalerei
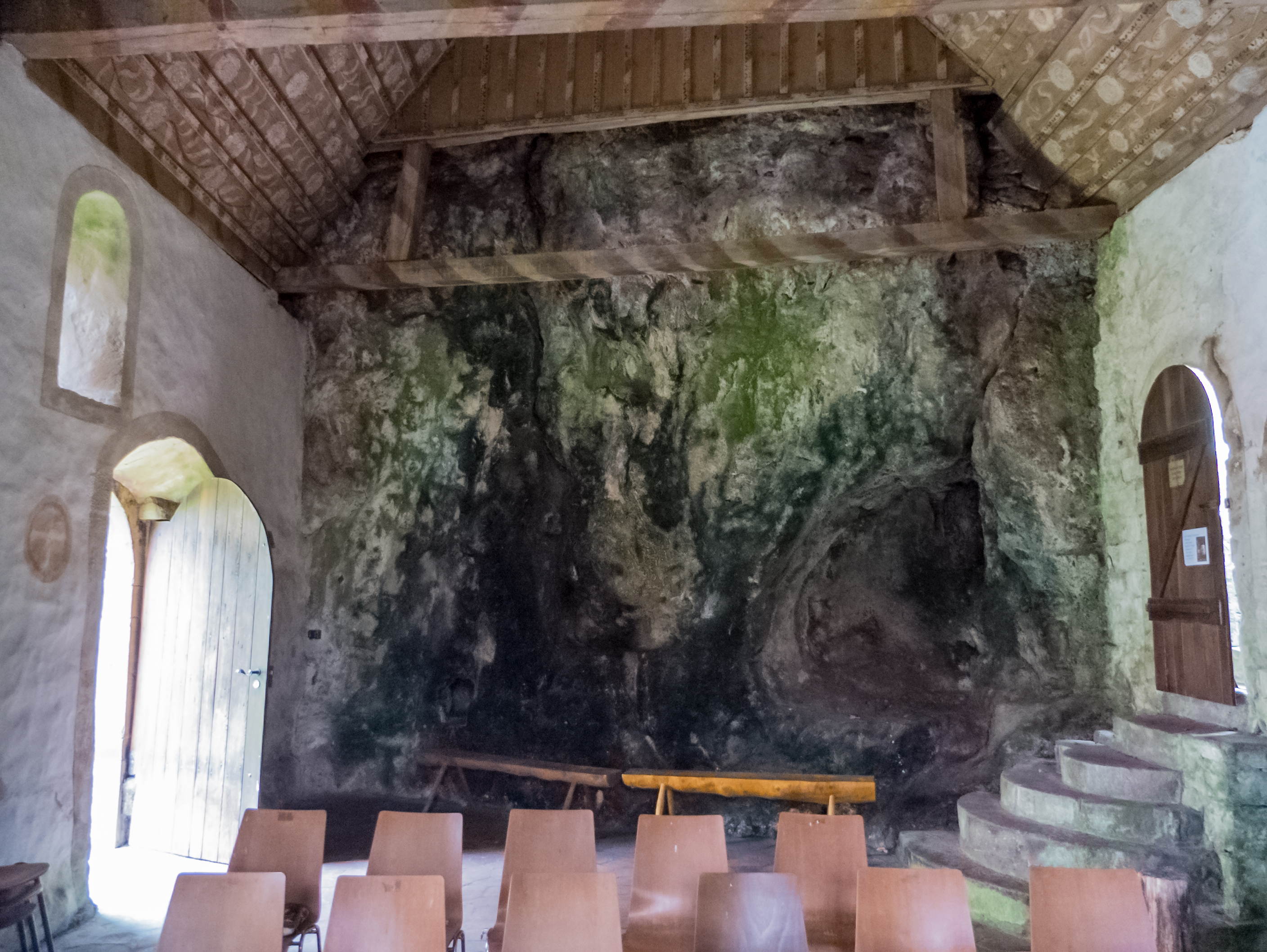
Rückwand aus Naturfels
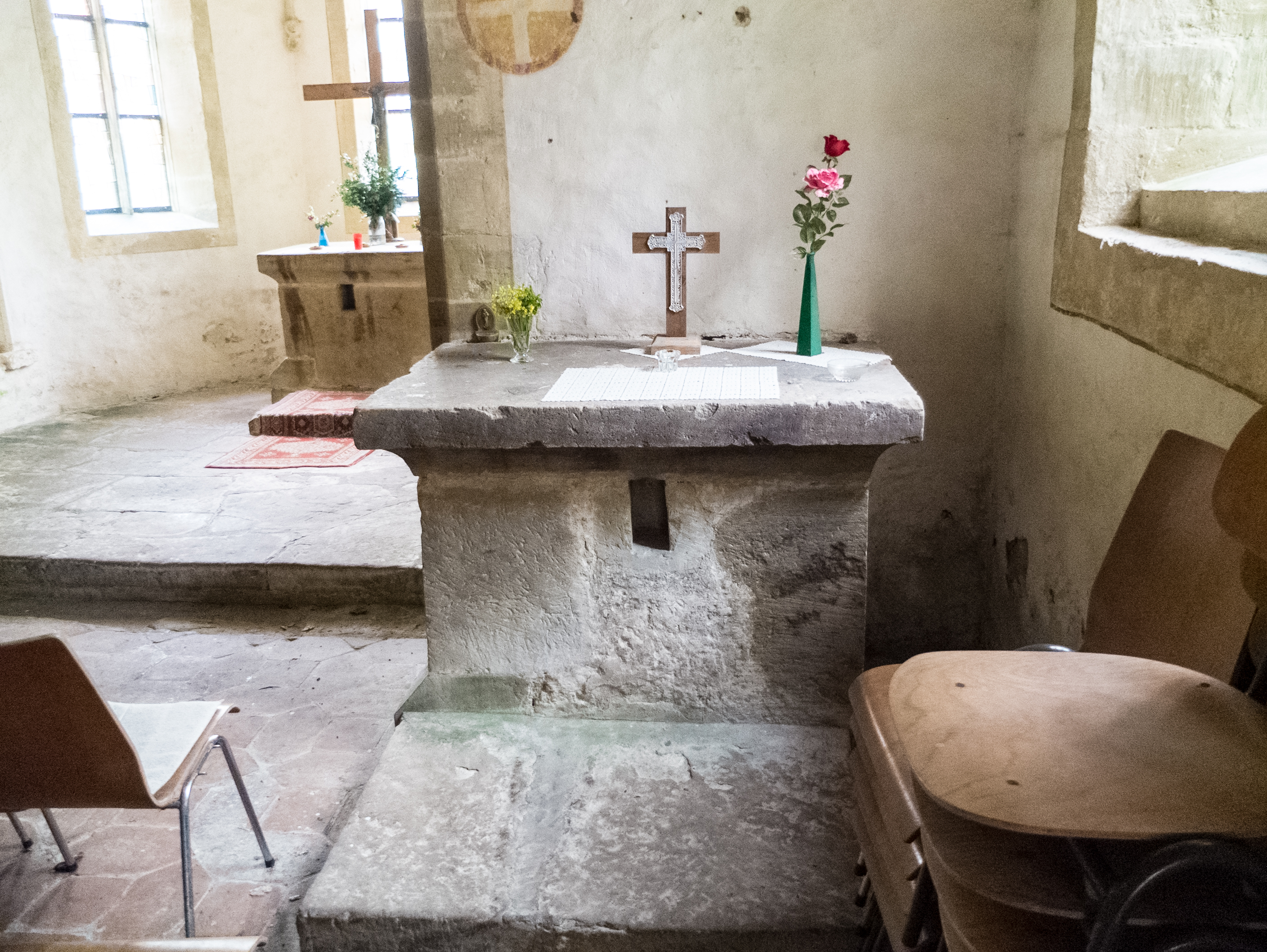
Rechter Seitenaltar
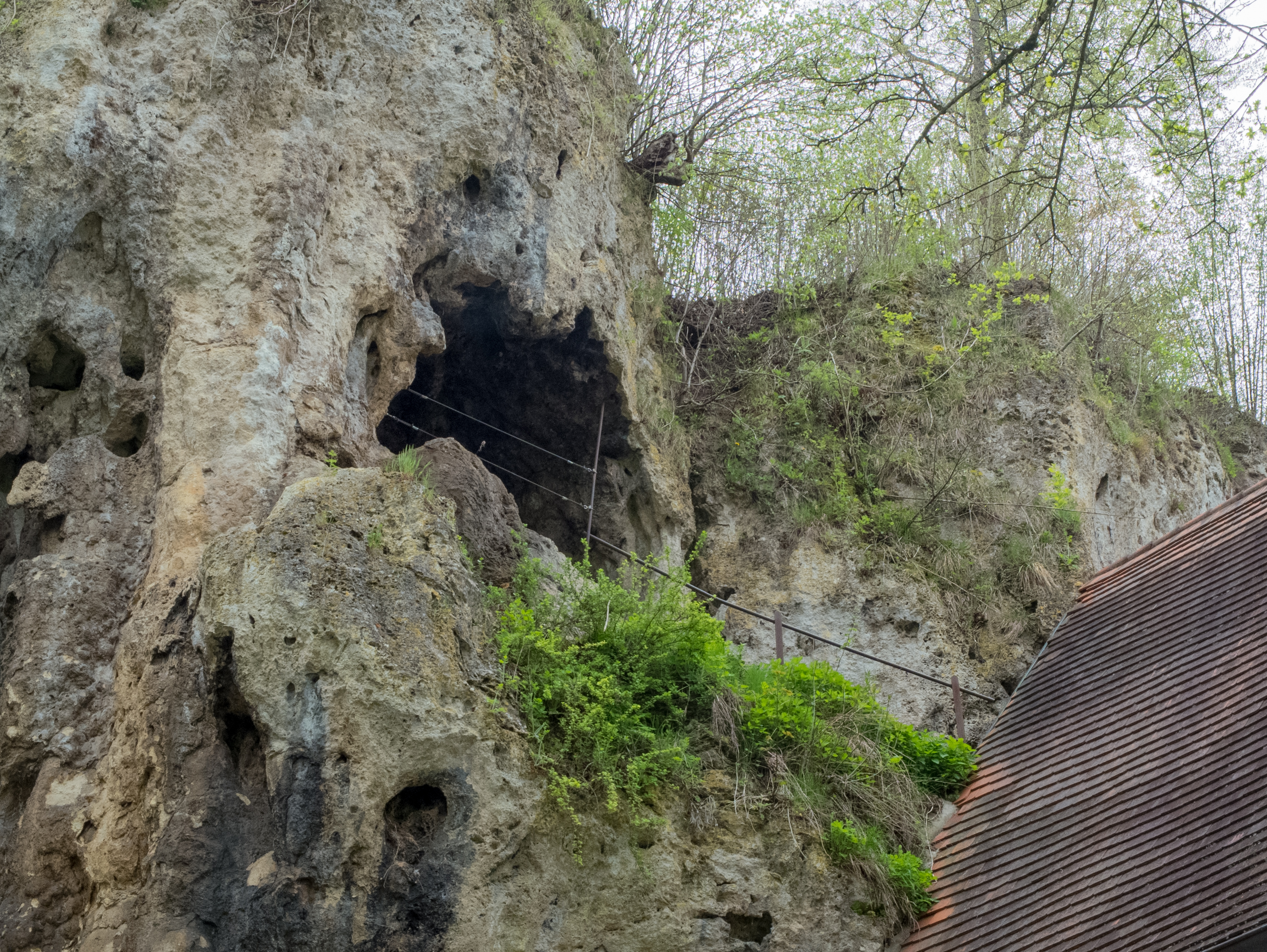
Einsiedlerhöhle oberhalb der Kapelle